# Chojny-Dąbrowa

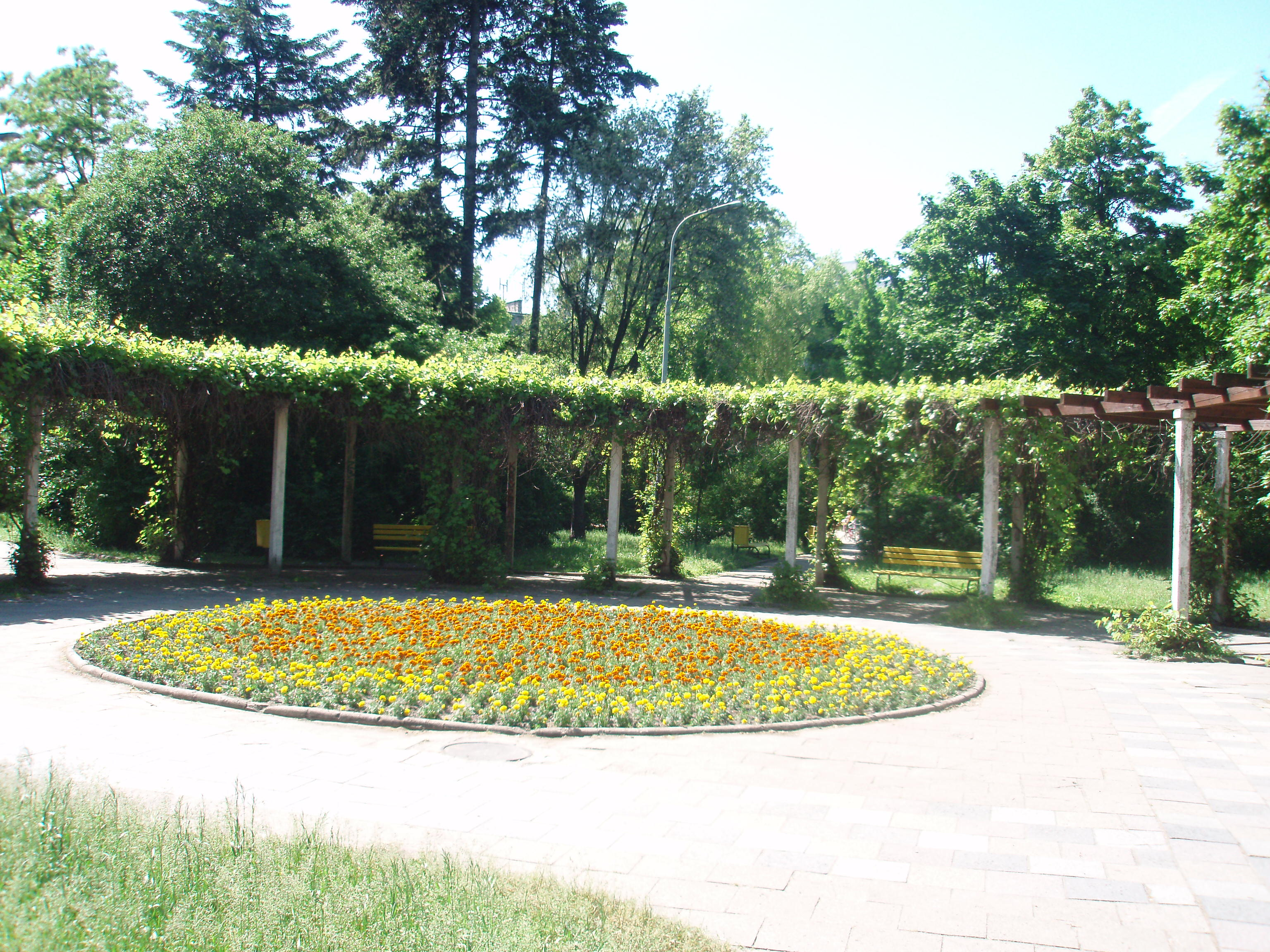
Park Miejski przy ul. Leczniczej położony jest w osiedlu administracyjnym Chojny-Dąbrowa

Chojny-Dąbrowa – osiedle administracyjne w południowej części Łodzi w dzielnicy Górna. Jest pierwszym pod względem liczby mieszkańców osiedlem administracyjnym Łodzi (50 952 mieszkańców). Swoim zasięgiem odpowiada obszarom SIM: Chojny i Dąbrowa.

## Granice osiedla[2]
| granica osiedla | sąsiadujące osiedla administracyjne | ulice lub inne                          |
| --------------- | ----------------------------------- | --------------------------------------- |
| północ          | Górniak, Olechów-Janów, Zarzew      | Zbaraska, Rydza-Śmigłego, Dąbrowskiego  |
| wschód          | Osiedle nr 33                       | linia kolejowa 541                      |
| południe        | Chojny                              | linia kolejowa D540, linia kolejowa 541 |
| zachód          | Piastów-Kurak                       | Rzgowska                                |

## Adres rady osiedla
93-155 Łódź, ul. Karpia 65/67
Dyżury Rady Osiedla Chojny-Dąbrowa odbywają się w pierwszy i trzeci czwartek miesiąca w godz. 17.00-18.00